# Georgios Gemistos Plethon

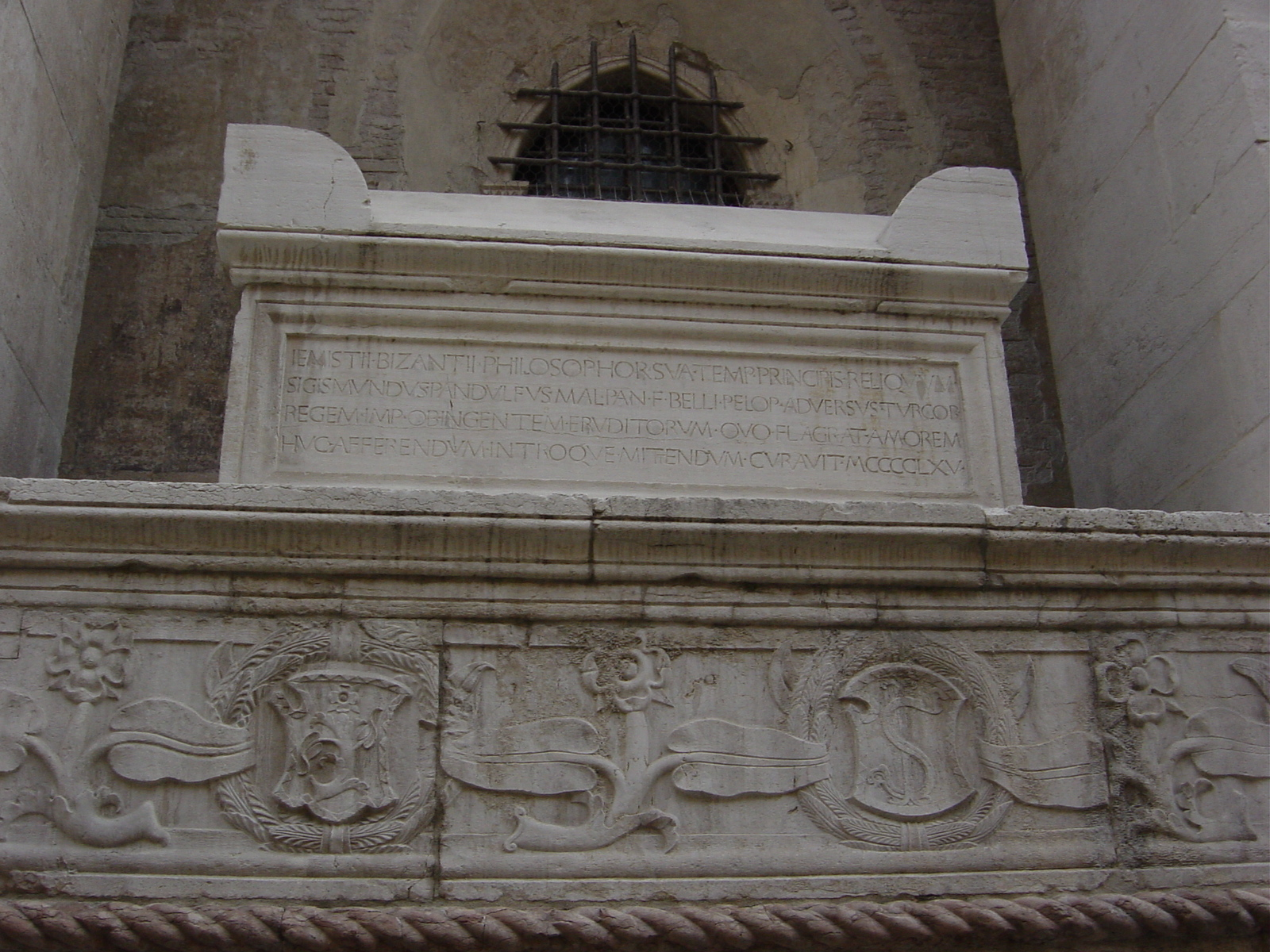
Graftombe van Pletho

Georgios Gemistos (Grieks: Γεώργιος Γεμιστός Πλήθων; Latijn: Georgius Gemistus Pletho) (Constantinopel, ca. 1355 - Mystras, ca. 1454), bijgenaamd Pletho(n), was een vooraanstaande Byzantijnse geleerde en neoplatonistische filosoof en geldt als een van de belangrijkste baanbrekers van de renaissance in West-Europa.

## Biografie
Hij werd rond 1355 geboren te Constantinopel. Op 15-jarige leeftijd kreeg hij de unieke gelegenheid West-Europa te bezoeken, in het gevolg van keizer Johannes Palaeologus. Na zijn terugkeer in Griekenland vestigde hij zich in Mystras op de Peloponnesos, en daar bracht hij verder ook het grootste deel van zijn leven door. Reeds op jeugdige leeftijd begon hij de geschriften van Plato te bestuderen, en raakte zo in de ban van deze Griekse filosoof dat hij de bijna gelijkluidende bijnaam plethon (πλήθων) aannam. Plethoon is namelijk de hertaling in het oud-Grieks van het Nieuwgriekse woord gemistos (γέμιστος, dat vervuld, vol betekent).
Zijn bewondering voor Plato bracht hem echter ook in moeilijkheden met de autoriteiten. Georgios Scholarios, de latere patriarch van Constantinopel (onder de naam Gennadios II), overtuigde keizer Manuel Paleologus ervan dat Plethons verdediging van Plato in feite neerkwam op ketterij. Op keizerlijk bevel werd Plethon te Mystras tijdelijk onder huisarrest geplaatst, maar hij bleef als een autoriteit gelden, en trok veel leerlingen aan. Veruit zijn meest bekende leerling was Johannes Bessarion. Vanuit Mystras schreef Plethon pamfletten naar de keizer, waarmee hij wilde aantonen dat het keizerrijk best hervormd kon worden naar de normen van Plato's Staat.
Op de gezegende leeftijd van 83 jaar vergezelde hij in 1438 keizer Johannes Palaeologus naar Italië, waar hij op het Herenigingsconcilie te Florence voorgesteld werd als een van de zes voorvechters van de Orthodoxe Kerk, ondanks zijn – op zijn zachtst gezegd – matige belangstelling voor kerkelijke aangelegenheden. Onder de Byzantijnse delegatie bevonden zich ook zijn leerling Johannes Bessarion én zijn aartsrivaal Georgios Scholarios.
Omdat Plethon geen geestelijke was kon zijn aanwezigheid op het Concilie vaak gemist worden. Daarom bracht hij zijn tijd door met het houden van voordrachten over het platonisme en het zoroastrisme, die door veel jonge Florentijnen werden bijgewoond. In feite introduceerde hij op die manier Plato in de westerse wereld, en bracht hij de suprematie die Aristoteles' gedachtegoed gedurende acht eeuwen over het Europese denken had gevoerd aan het wankelen. Een van zijn gelegenheidsleerlingen was, volgens Marsilio Ficino, Cosimo de'Medici. Deze zou later, onder de indruk van Plethons enthousiasme, de Platonische Academie in Florence oprichten, waar Italiaanse leerlingen van Plethon bleven lesgeven ook na de beëindiging van het concilie. Zo kan men met recht stellen dat Plethon een weergaloze invloed op het ontstaan van de Italiaanse renaissance heeft uitgeoefend.
In 1441 keerde Georgios Gemistos Plethon definitief naar Mystras terug: hij zou de val van Constantinopel niet meer meemaken. Hij overleed te Mystras in 1452 en werd er ook begraven. De Italiaanse platonisten eerden hem als de hersteller van de Academie, en als een martelaar voor de zaak van Plato’s geestelijk erfgoed. In 1465 werd zijn stoffelijk overschot overgebracht naar Rimini en daar begraven in de kerk van San Francesco. Conform de uitspraak van het middeleeuws Grieks wordt zijn naam daar gespeld als IEMISTIUS BYZANTIUS (Gemistus uit Byzantium) (de Griekse letter gamma wordt zoals in het Nieuwgrieks voor een e- of i-klank uitgesproken als "j").

## Denkbeelden en werken
Ook al schreef Plethon commentaren op Aristoteles en op Porphyrius’ Isagoge, hij is in de eerste plaats een overtuigd maar onorthodox platonist die Aristoteles veroordeelde waar die afweek van Plato. Dit deed hij met name in De Differentiis (Over de Verschillen). Terug in Mystras, werkte Plethon een boek uit over de ideale staat, het Boek der wetten, dat door patriarch Gennadios werd veroordeeld. Die staat was hiërarchisch georganiseerd en polytheïstisch, met ruimte voor oud-Grieks erfgoed. Haar wetten waren gebaseerd op de doctrines van Plato en Zarathustra. Met het oog op de toenmalige godsdienstige geschillen, was Plethon van mening dat men naar eenheid moest streven voorbij de monotheïstische religies, die hij als recent beschouwde.
Een authentiekere maar hypothetische eenheid kon worden gevonden in de oudere wijsheden in de Chaldeïsche orakelen, die hij had ontdekt in het werk van de Byzantijnse platonist Michaël Psellus (11e eeuw). De Orakelen zouden zijn geopenbaard door de Ideeën, die als goddelijk golden maar afkomstig waren uit Plato’s filosofie. Die oerwijsheden waren via Zarathustra overgeleverd aan zijn volgelingen, de Magi (‘Magiërs’), en vandaar aan Pythagoras, Plato en tot slot de neoplatonisten. Ook de hermetici zouden zich gebaseerd hebben op Zarathustra’s leer. Deze notie van prisca theologia was mogelijk beïnvloed door leerstellingen van de Perzische Sohrawardi. Plethon schreef een commentaar op de Orakelen en censureerde die door theürgisch-magische elementen te verwijderen. Zijn ideeën over de oeroude wijsheid en de overlevering ervan werkte hij uit in de Magische orakelen van de Magi, discipelen van Zarathustra. Deze en andere teksten van Plethon waren bekend bij de esotericus en neoplatonist Marsilio Ficino, die erdoor werd beïnvloed in zijn eclectische filosofie. Het werk was tevens van invloed op Giovanni Pico en Francesco Patrizi, die kritisch stonden tegenover Aristoteles en Plato’s filosofie voorop stelden.
Daarnaast schreef Plethon ook een aantal werken over geografie (onder andere van de Peloponnesos), muziek en andere onderwerpen, en hij stelde een omvangrijke bloemlezing samen van compilaties en uittreksels uit de antieke auteurs. De complete lijst van Plethons werken vindt men in de Bibliotheca Graeca van J.A. Fabricius (1705-1728, herzien en aangevuld door G.C. Harles, 1790—1812). Van de meeste werken is de tekst te vinden bij J.P. Migne in de Patrologia Graeca.